# Estadio Nemesio Díez
Het Estadio Nemesio Díez' (heette vroeger Estadio Luis Dosal) is een voetbalstadion in de Mexico stad Toluca.  Dit stadion is een van de oudste van Mexico, het werd geopend op 18 augustus 1954. Deportivo Toluca FC speelt er zijn thuiswedstrijden. Ook werd het stadion gebruikt voor de 2 wk's die gehouden zijn in Mexico.

## WK interlands
| № | Datum        | Wedstrijd         | Uitslag | Competitie | Toeschouwers |
| - | ------------ | ----------------- | ------- | ---------- | ------------ |
| 1 | 3 juni 1970  | Italië – Zweden   | 1 – 0   | WK 1970    | 13.433       |
| 2 | 7 juni 1970  | Zweden – Israël   | 1 – 1   | WK 1970    | 9.624        |
| 3 | 11 juni 1970 | Israël – Italië   | 0 – 0   | WK 1970    | 9.890        |
| 4 | 14 juni 1970 | Italië – Mexico   | 4 – 1   | WK 1970    | 26.851       |
| 5 | 4 juni 1986  | Paraguay – Irak   | 1 – 0   | WK 1986    | 24.000       |
| 6 | 8 juni 1986  | Irak – België     | 1 – 2   | WK 1986    | 20.000       |
| 7 | 11 juni 1986 | Paraguay – België | 2 – 2   | WK 1986    | 16.000       |

Estadio Jalisco (Guadalajara) · Estadio Guanajuato (León) · Aztekenstadion (Mexico-Stad) · Estadio Cuauhtémoc (Puebla) · Estadio Luis Dosal (Toluca)
Estadio Azteca (Mexico-Stad) · Estadio Olímpico Universitario (Mexico-Stad) · Estadio Universitario (San Nicolás de los Garza) · Estadio Tecnológico (Monterrey) · Estadio Jalisco (Guadalajara) · Estadio Tres de Marzo (Guadalajara) · Estadio Cuauhtémoc (Puebla) · Estadio Nemesio Díez (Toluca) · Estadio Nou Camp (León) · Estadio Sergio León Chávez (Irapuato) · Estadio La Corregidora (Querétaro) · Estadio Neza 86 (Nezahualcóyotl)